# Khammao Vilai
Khammao Vilai (auch: Xiang Mao; * 1892 in Luang Prabang; † 1965) war Premierminister der ersten nachkolonialen laotischen Regierung, der der Lao Issara 1945–49. Nach der Unabhängigkeit hielt er bis 1955 Ministerämter.

## Leben
Khammao Vilai erhielt seine Hochschulbildung in Frankreich an der École Pratique du Commerce. 1917 trat er in den Dienst der französischen Kolonialverwaltung. Dort stieg er bis 1941 zum Gouverneur von Vientiane (laot.: Viang Chan) auf. Diese Stellung behielt er auch, nachdem die Japaner am 9./10. März 1945 die vichytreuen Franzosen inhaftierten.
Am 12. Oktober 1945 wurde er Premierminister der antikolonialistischen Lao-Issara-Regierung, die eine Wiedereroberung Indochinas durch die Kolonialherren verhindern wollte. Er musste jedoch vor der sich abzeichnenden Niederlage fliehen und etablierte in Bangkok eine Exilregierung. Am 19. Juli 1949 wurde der französisch-laotische Vertrag unterzeichnet, der Laos zu einem unabhängigen Mitglied innerhalb der Union française machen sollte. Er löste die Lao Issara am 24. Oktober 1949 auf, ihre Mitglieder kehrten daraufhin in die Heimat zurück.
Zusammen mit seinem ehemaligen Minister für öffentliche Bauten Prinz Suvanna Phūmā gründete er die Fortschrittspartei (Phak Kaonā). 1950 wurde er in der königlichen Regierung unter Phoui Sananikone Justiz- und Gesundheitsminister. Diese Posten behielt er auch im ersten Kabinett Suvanna Phūmā's.
1955 erfolgte seine Ernennung als eines der zwölf Mitglieder des königlichen Rates (Thipuksā Phramahākaxāt).